# Puerto de Tornavacas
El puerto de Tornavacas está situado en el extremo occidental de la sierra de Gredos, entre las provincias españolas de Cáceres y Ávila. Lugar de nacimiento del río Jerte, es la cabecera del valle del Jerte, que separa la sierra de Tormantos al sureste y los montes de Traslasierra al noroeste. Por él pasa la carretera nacional 110.

## Descripción
- Altitud: 1275 metros sobre el nivel del mar
- Pendiente máxima: 8 %

Es el paso fronterizo desde la provincia de Ávila hacia Extremadura. Históricamente fue la puerta de entrada desde el Reino de Castilla, por donde pasaban los rebaños trashumantes del Honrado Consejo de la Mesta. Enclave importante en la denominada «ruta Imperial» o «Camino imperial de Yuste» por la que el emperador Carlos V viajó a su retiro en el Monasterio de Yuste. El puerto fue cruzado por el monarca y su séquito, no sin dificultad, por la antigua calzada romana de la que aún hoy pueden verse algunos restos.
De él se dice en el Diccionario geográfico-estadístico-histórico de España y sus posesiones de Ultramar (1849) que «sirve de comunicacion entre Castilla y Extremadura, es de herradura solamente; pero á poca costa se habilitaría para carros: hay en él un portazgo perteneciente al Sr. duque de Frías, conde de Oropesa, de cuyo pago están escluidos los pueblos de la demarcación del ant. regimiento provincial de Plasencia».
Desde arriba se contempla una excelente panorámica que domina las altas cumbres de la sierra de Tormantos, con el pico Mesas Altas (2240 metros de altitud) y la sierra de Candelario, con el Calvitero de (2401 metros de altitud) que marca la divisoria de aguas entre las provincias de Cáceres, Ávila y Salamanca.